# Avsunviroide
Els Avsunviroidae són una família de viroides. Tenen un genoma amb uns 240-340 pb.
Probablement es repliquen mitjançant un mecanisme simètric de cercle rodant mentre que els Pospiviroidae ho fan asimètricament. La cadena llarga d'RNA- és hidrolitzada per l'activitat associada del ribozim. Tots els membres d'aquesta família estan mancats de la regió central conservada (CCR).

## Taxonomia
- Família Avsunviroidae[3][4]
  - Gènere Avsunviroid; espècie tipus: Avocado sunblotch viroid
  - Gènere Elaviroid; espècie tipus: Eggplant latent viroid
  - Gènere Pelamoviroid; espècie tipus: Peach latent mosaic viroid